# Liolaemus kriegi
Liolaemus kriegi este o specie de șopârle din genul Liolaemus, familia Tropiduridae, descrisă de Müller și Hellmich 1939. Conform Catalogue of Life specia Liolaemus kriegi nu are subspecii cunoscute.